# Ernst Torgler
Ernst Torgler (Berlijn, 25 april 1893 – Hannover, 19 januari 1963) was een Duits politicus, die vooral actief was in de periode voor en in de Tweede Wereldoorlog. Al op veertienjarige leeftijd toonde hij zijn maatschappelijke betrokkenheid door lid te worden van de Berlijnse Vereniging van leerlingen en jonge arbeiders en trad in 1911 toe tot de SPD, de Sociaaldemocratische Partij van Duitsland.
Na de Eerste Wereldoorlog, waarin hij als soldaat dienstdeed, richtte hij zich steeds nadrukkelijker op een politieke richting links van die van de SPD en werd ten slotte actief voor de KPD (de Communistische Partij van Duitsland). Hij werd uiteindelijk voorzitter van de KPD-fractie in de Rijksdag, waardoor hij een van de meest vooraanstaande politici van Duitsland was geworden.
In 1933 werd er brand gesticht in het Rijksdaggebouw. Torgler had de dag voor de brand de Reichstag als laatste verlaten en was – na het vernemen van de brandstichting – die nacht buitenshuis gebleven uit angst voor arrestatie. Dit maakte hem volgens Hermann Göring verdacht, die dan ook een arrestatiebevel tegen hem uitvaardigde. De dag na de brand besloot Torgler zich vrijwillig bij de politie te melden om de beschuldiging te ontkrachten, maar zijn actie had niet het beoogde effect: hij werd gearresteerd en officieel aangeklaagd wegens hoogverraad en brandstichting. Hoewel hij bij het proces wegens gebrek aan bewijs werd vrijgelaten, werd Torgler daarop in preventieve hechtenis genomen en belandde in een gevangenis in Berlijn. Daar verbleef hij tot 1935 en dook daarna onder in Zuid-Duitsland. De KPD royeerde hem in hetzelfde jaar, omdat hij zich twee jaar daarvoor vrijwillig bij justitie had gemeld.
Een jaar later vond een gebeurtenis plaats die cruciaal bleek te zijn in Torglers leven: zijn zoon Kurt, die naar de Sovjet-Unie was geëmigreerd, werd daar gearresteerd en tot tien jaar dwangarbeid veroordeeld. Vervolgens werd hij na vier jaar uitgeleverd aan Duitsland, waar hij in gevangenschap werd genomen.
Torgler had toen opnieuw een maatschappelijke positie verworven, maar stond nog steeds onder toezicht van de Sicherheitsdienst. In 1940 vond er een opmerkelijke ommezwaai plaats in de carrière van Torgler, toen hij voor het Ministerie van Propaganda van Joseph Goebbels begon te werken. Mogelijk werd hij tot deze keuze gedwongen door de positie waar zijn zoon zich destijds in bevond. Gedurende de rest van de oorlogsjaren bleef hij actief voor de regering, hoewel hij in 1944 kort gevangengezet werd op verdenking van betrokkenheid bij de aanslag op Adolf Hitler op 20 juli.
Na de oorlog keerden Torglers activiteiten gedurende die oorlog zich tegen hem, toen hij werd beschuldigd van collaboratie met het naziregime. Hij verweerde zich tegen de beschuldigingen en werd verder niet vervolgd. Tot aan zijn dood leefde hij teruggetrokken in Bückeburg.
- Gemeinsame Normdatei: 124988326
- International Standard Name Identifier: 0000 0000 4731 8121
- Library of Congress Control Number: no2006099907
- Virtual International Authority File: 67413855
- WorldCat: E39PBJdMbVQgffmKCxd9x8mjmd